# دانييل بروتن

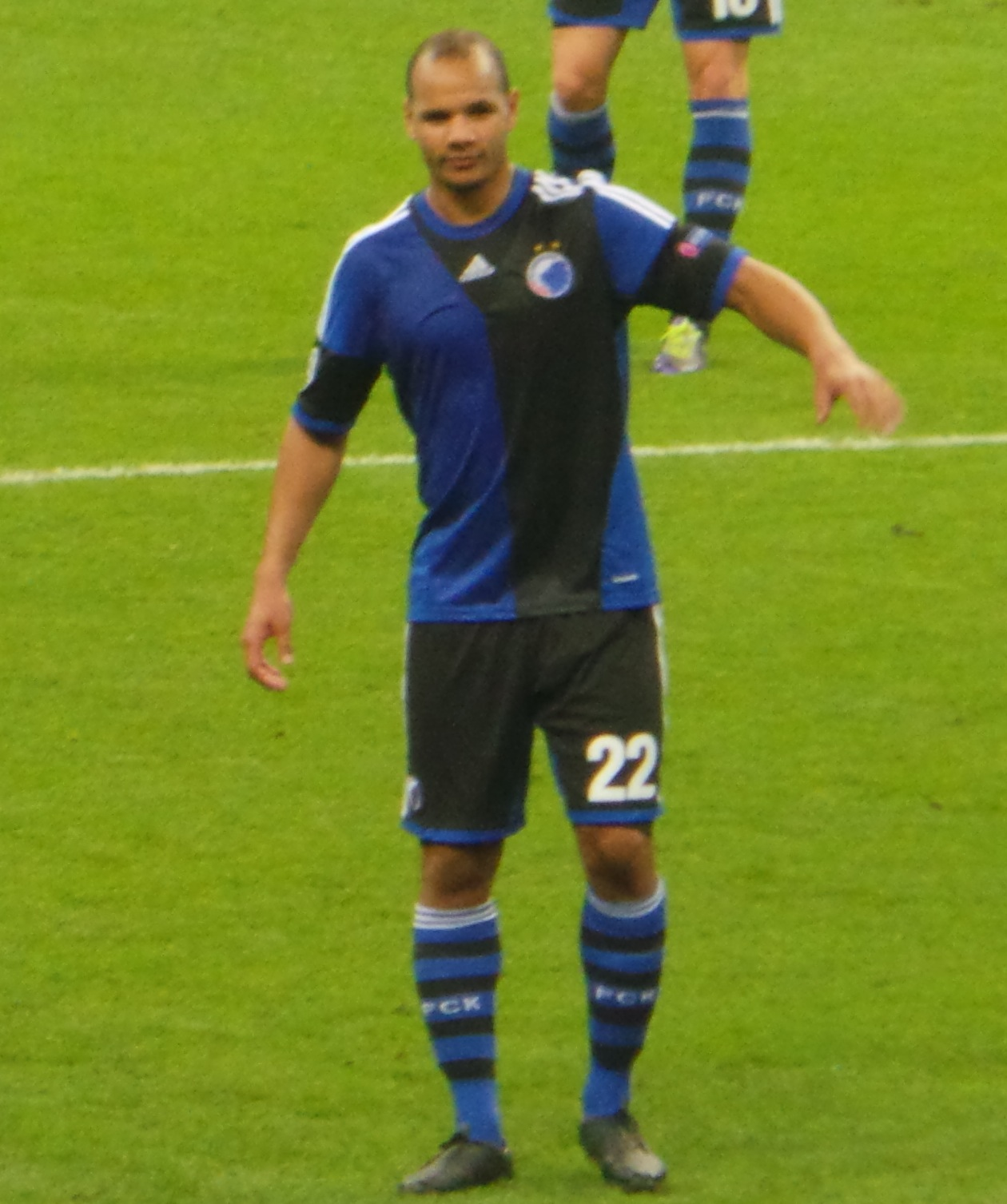

دانييل بروتن (مواليد 25 مايو 1982 في أوسلو - النرويج) لاعب كرة قدم نرويجي يلعب حاليا لصالح نادي الدرجة الأولى تولوز الفرنسي منذ 2008 في مركز الجناح.

## مسيرته الكروية
لعب دانييل بروتن خلال مسيرته الاحترافية مع 8 أندية في واحد وعشرون موسمًا وسجل خلالها 55 هدفًا ضمن 438 مباراة. ولم يفز بأي موسم بالكأس وفاز في موسمين بالدوري.
خاض دانييل بروتن مسيرته مع نادي شايد في موسم 2000 ليلعب معه خمسة مواسم، مشاركًا في 100 مباراة سجل خلالها 22 هدفًا. ثم انتقل إلى نادي روسنبورغ في موسم 2004 ليلعب معه أربعة مواسم، حيث شارك في 63 مباراة سجل خلالها 12 هدفًا. لينتقل بعدها إلى نادي بولتون واندررز في موسم 2007–08 لمدة موسم واحد، مشاركًا في 6 مباريات سجل خلالها هدفًا واحدًا. ثم انتقل إلى نادي تولوز في موسم 2008–09 ليلعب معه خمسة مواسم، مشاركًا في 156 مباراة سجل خلالها 13 هدفًا. هذا وانتقل لاحقًا إلى نادي كوبنهاغن في موسم 2013–14 لمدة موسم واحد، مشاركًا في 23 مباراة سجل خلالها هدفًا واحدًا. ثم انتقل بعدها إلى نادي فوليرينغا ما بين عامي 2015 و2016 لمدة موسم واحد، مشاركًا في 22 مباراة سجل خلالها هدفًا واحدًا أيضًا. ليعود وينتقل من جديد، لكن هذه المرة إلى نادي بران في موسم 2016 واستمر معه طيلة ثلاثة مواسم، مشاركًا في 50 مباراة سجل خلالها 3 أهداف. لينتقل بعدها إلى نادي ستابك ما بين عامي 2019 و2020 لمدة موسم واحد، مشاركًا في 18 مباراة سجل خلالها هدفين.

## روابط خارجية
- دانييل بروتن على موقع الاتحاد الأوربي (الإنجليزية)
- دانييل بروتن على موقع اتحاد النرويج (النرويجية)
- دانييل بروتن على موقع قاعدة بيانات كرة القدم.إي يو (الإنجليزية)
- دانييل بروتن على موقع ليكيب (الفرنسية)
- دانييل بروتن على موقع ناشيونال فوتبول تيمز (الإنجليزية)
- دانييل بروتن على موقع Soccerbase.com (لاعب) (الإنجليزية)
- دانييل بروتن على موقع Soccerway.com (الإنجليزية)
- دانييل بروتن على موقع عالم كرة القدم.نت (الإنجليزية)
- دانييل بروتن على موقع كووورة
- دانييل بروتن على موقع AS.com (الإسبانية)